# Crear, llegir, actualitzar i esborrar
Crear, llegir, actualitzar i esborrar són les quatre funcions bàsiques d'emmagatzemament persistent.
Les quatre funcions responen al cicle de vida d'un objecte, registre o entrada. Cada lletra de CRUD significa una funció:
- Create: crea
- Read o Retrieve: llegeix o obté
- Update : actualitza
- Delete o Destroy: esborra